# Nyári Szakkollégiumi Találkozó
Nyári Szakkollégiumi Találkozó (röviden NYATA). Az első Találkozót 1985-ben rendezték Szarvason. Azóta néhány kivételtől eltekintve kétévente került megrendezésre, 2010-től pedig évente.  Az első Nyári Találkozók erősen politikai töltetűek voltak, ellenzéki hangnemben szerveződtek; ugyanakkor céljuk volt az országban fellelhető problémák megvitatása. Az utolsó politizáló NYATA az 1988-as találkozó volt. A szakkollégiumok, mint szellemi műhelyek, elismerten komoly szerepet játszottak az átalakulás folyamatában, ugyanakkor a rendszerváltozás után nem kívánnak aktív politikai szerepet vállalni, szervezeti szabályukban rögzítik, hogy intézményi szinten nem fogalmaznak meg politikai véleményt.
A rendszerváltás után a magyar társadalom egy-egy problémája köré szerveződtek a Találkozók, valamint kiemelt feladatuk volt a szakkollégiumi mozgalom erősítése és szakkollégiumok feladatának, felsőoktatásban elfoglalt helyének újradefiniálása.
2016-ban a NYATA szervezését 4 szakkollégium: a budapesti Eötvös József Collegium, a szegedi Eötvös Loránd Kollégium, a szegedi Móra Ferenc Szakkollégium, valamint a pécsi Kerényi Károly Szakkollégium vállalata el. A XIX. NYATA 2016. augusztus 3 és 7 között kerül megrendezésre Szegeden, a Móra Ferenc Kollégium falai között. A Találkozó tematikája A következő 40 év köré épül, három fő kérdés mentén: mik azok a jelenleg megfigyelhető tendenciák, amelyek várhatóan hosszútávon meghatározzák a következő 40 év társadalmi, demográfiai, stb. fejlődését?

Nyári Szakkollégiumi Találkozók sorrendben:
- 1985: Szarvas
- 1987: Pápa
- 1988: Balatonszárszó
- 1991: Zánka
- 1993: Fadd-Dombori
- 1995: Csopak
- 1998: Baja
- 2000: Kemence
- 2002: Kemence
- 2004: Gyalu (Erdély)
- 2006: Eger
- 2008: Fadd-Dombori
- 2010: Pécs
- 2011: Nagyvárad (Erdély)
- 2012: Velence
- 2013: Eger-Felsőtárkány
- 2014: Balatonfenyves
- 2015: Kolozsvár (Erdély)[2]
- 2016: Szeged[3]

## Külső hivatkozások
- http://nyata.hu/